# 張萬迪
張萬迪（？—944年），五代十国人物，不知乡里。
張萬迪历仕后唐、后晋，官至登州（今山东省烟台市蓬莱区）刺史，晋出帝开运元年（944年）杨光远造反，以骑兵数百胁迫他至青州，淄州刺史翟进宗不屈被杀，張萬迪跟从杨光远造反。平定杨光远后，晋出帝曲赦青州，虽光远子孙都被宽释，而独不赦張萬迪，暴公布他的罪状，将他斩杀。